# Неокласичний дарквейв
Неокласичний дарквейв (англ. Neoclassical dark wave) відноситься до музичного жанру в рамках готичної (темна хвиля) музичної течії. Він характеризується використанням ефірної атмосфери та жіночого голосу, а крім того, сильним упливом класичної музики. Неокласичний дарквейв відрізняється від неокласичної музики, стилю початку XX століття, який підкреслював формальну досконалість, елегантність стилю та чистоту смаку. У рамках популярної музики термін «неокласика» часто використовується для позначення впливу класичної музики (включаючи елементи бароко, класичної музики, романтизму та імпресіонізму), у тому числі неокласичний дарквейв і неокласичний метал.

## Походження

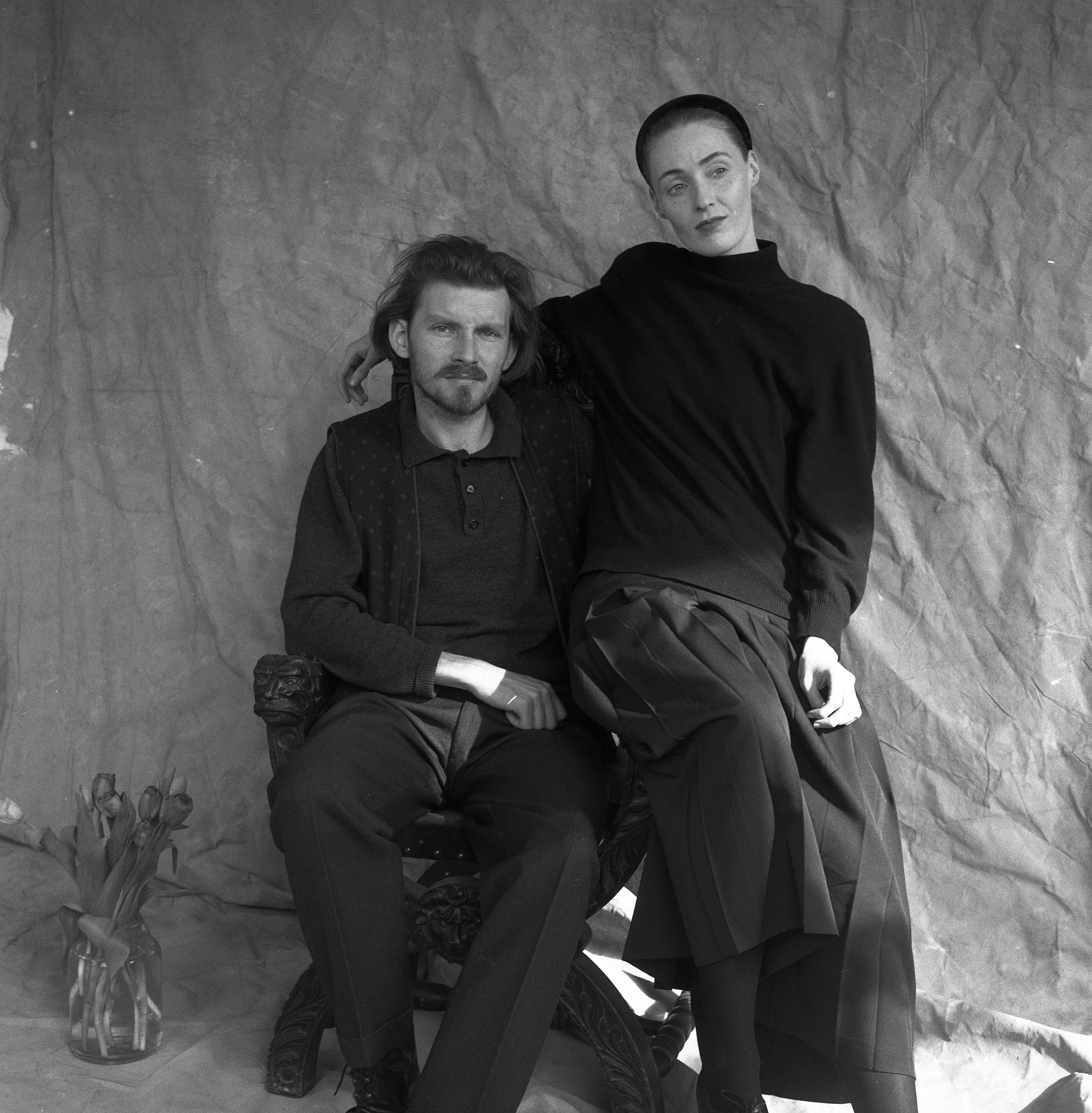
Брендан Перрі та Ліза Джеррард, Dead Can Dance

Посилання на класичну музику у впливовій популярній музиці вперше були використані музикантами в середині 1970-х років на зорі руху New Age.
Походження неокласичного дарквейву сягає корінням у групи пост-панку та готик-року, які, спираючись на філософію DIY, намагалися підкреслити свої пісні класичними аранжуваннями, поступово вдаючись до класичних інструментів або включаючи семпли у свої композиції. Серед них, наприклад, The Venomettes (The Dance of Death, 1983), учасники якої працювали з Siouxsie and the Banshees, Anne Clark, Peter Murphy, Virgin Prunes, Sex Gang Children або The Glove та This Mortal Coil (Waves Become Wings, 1984).
Найпершими релізами, створеними повністю в неокласичному стилі, вважаються альбом Stormhorse гурту In the Nursery та альбом Within the Realm of a Dying Sun гурту Dead Can Dance (обидва 1987), в якому звучали скрипка, віолончель, труба, тромбон, гобой і військовий барабан. Так, у середині 1980-х років ці гурти випустили впливові альбоми, які, по суті, заклали основу жанру. Spleen and Ideal від Dead Can Dance 1985 року поклав початок «середньовічному європейському» звучанню групи. Stormhorse продемонстрував сміливий кінематографічний і симфонічний стиль In the Nursery, а також постіндустріальне звучання, що сприймається як музичний супровід драматичної епопеї. Ця музика явно більше надихалася класикою, ніж традиційним роком, мала ностальгійний, фантазійний та іноді навіть меланхолійний характер.
Перші згадки про неокласику у зв'язку з такими групами, як In the Nursery, датуються 1988 роком. Незважаючи на свою назву та різні впливи композиторів, зокрема Стравінського, вона не пов'язана з неокласицизмом.

## Характеристика

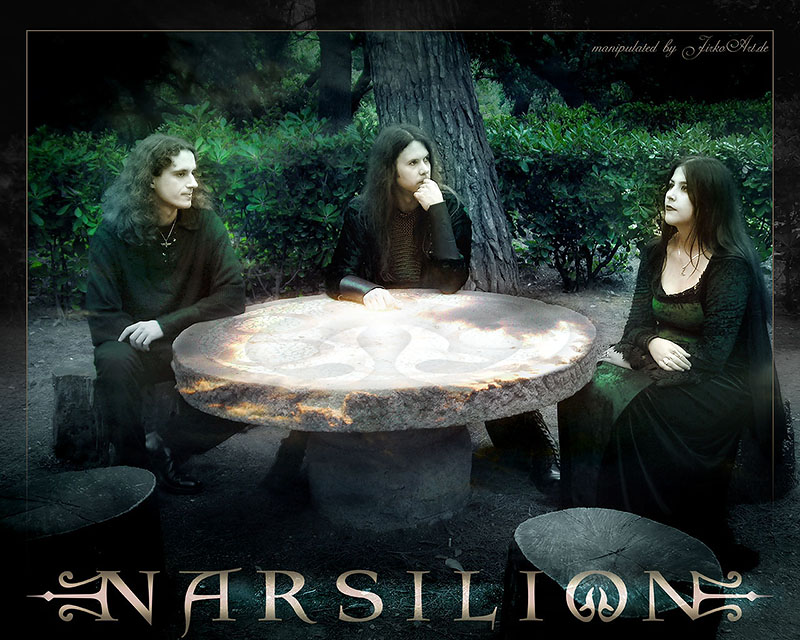
Narsilion (Іспанія)

Неокласичний дарквейв широко використовує оркестрові елементи. Багато гуртів вдаються до електронних клавішних, що імітують звуки класичної музики, тоді як більш відомі групи, як-от Elend, використовують камерні оркестри та інші акустичні інструменти. Тип голосу в жанрі може бути різним. Деякі групи, наприклад Les Secrets de Morphée, використовують оперу. Інші, такі як Autunna et sa Rose, мають сучасні класичні голоси, покладені на камерну музику, разом із драматичним монологом. Інші гурти, як-от H.E.R.R., характеризуються мілітарним підходом, використовуючи барабани та військові теми — так званий Martial Industrial. Нарешті, є невелика кількість суто інструментальних груп.
У 1990-х ця концепція була продовжена в основному за рахунок синтезаторів і використання семплінгу (церковні дзвони, піцикато, оркестрові семпли), що і зараз широко поширено. Таким чином, існують накладення неокласичного дарквейву з такими стилями, як Martial Industrial, Ritual і Dark Ambient.
Стилістично неокласика спирається на музичні епохи, часто в поєднанні з жіночим, оперним співом (сопрано, меццо-сопрано), рідше мадригалами. Натхненні різними стилістичними прийомами та композиторами періоду романтизму, старовинною чи новою музикою, музичні твори є переважно електронними або напівакустичними оригінальними композиціями, в яких лише зрідка переосмислюється традиційний матеріал.

## Видатні представники
- Abney Park[en]
- Akiko Shikata[en]
- Ali Project[en]
- Amethystium[en]
- Arcana[en]
- Ataraxia[en]
- Dargaard
- Dark Sanctuary
- Dead Can Dance
- Devil Doll
- Die Verbannten Kinder Evas
- Elend
- Faith and the Muse[en]
- Faun
- In the Nursery[en]
- Kalafina
- Kanon Wakeshima[en]
- Laibach
- Malice Mizer
- Nox Arcana[en]
- Qntal
- Soap&Skin
- Sopor Aeternus and The Ensemble of Shadows[en]
- Yousei Teikoku[en]
- Ліза Джеррард